# George Gabriel Stokes
George Gabriel Stokes, primer Baronet (Reino Unido: /d͡ʒɔːd͡ʒ ˈɡeɪbɹiəl stoʊks/; Skreen, condado de Sligo, Irlanda, 13 de agosto de 1819-Cambridge, Inglaterra, 1 de febrero de 1903) fue un matemático y físico irlandés que realizó contribuciones importantes a la dinámica de fluidos (incluyendo las ecuaciones de Navier-Stokes), la óptica y la física matemática (incluyendo el teorema de Stokes). Fue secretario y luego presidente de la Royal Society de Inglaterra.

## Vida
George Stokes fue el hijo menor del Reverendo Gabriel Stokes, rector de Skreen, en el condado de Sligo. Allí nació y creció George, en el seno de una familia protestante evangélica. Después de haber estudiado en Skreen, Dublín y Bristol, George se matriculó en 1837 en Pembroke College, en la Universidad de Cambridge, donde cuatro años más tarde, tras graduarse con los más altos honores (los de senior wrangler y el Premio Smith), fue elegido para ocupar una plaza de profesor. George Stokes ocupó esta plaza hasta 1857, cuando se vio obligado a renunciar a ella por haber contraído matrimonio (ambas cosas eran incompatibles según los estatutos de su facultad universitaria). Sin embargo, doce años más tarde, tras haber sido modificados los estatutos, resultó reelegido. Ocuparía dicha plaza hasta 1902, año en el que fue promocionado al claustro de su facultad. No obstante, no podría gozar demasiado de esta posición, pues moriría en Cambridge el 1 de febrero del año siguiente.
En 1849 le fue concedida la Cátedra Lucasiana de matemáticas de la Universidad de Cambridge. El 1.º de junio de 1899 se celebró en Cambridge el jubileo de su nominación, en una ceremonia brillante a la que asistieron numerosos delegados de universidades europeas y americanas. En dicha ceremonia el rector de la universidad le dio una medalla de oro conmemorativa y se entregaron bustos de mármol de Stokes creados por Hamo Thornycroft al Pembroke College y a la universidad por Lord Kelvin. Sir George Stokes, que fue nombrado baronet en 1889, también sirvió a su universidad representándola en el parlamento desde 1887 hasta 1892, como uno de los dos miembros de la Cambridge University Constituency. Durante parte de este periodo (1885-1890) fue presidente de la Royal Society, de la que había sido secretario desde 1854, y de esta manera, siendo a la vez Profesor Lucasiano, unió en sí mismo tres cargos que solo en una ocasión habían estado en manos de un solo individuo, Sir Isaac Newton, quien, no obstante, no ocupó las tres simultáneamente.
Stokes fue el mayor del trío de filósofos naturales, los otros dos fueron James Clerk Maxwell y Lord Kelvin, que contribuyeron especialmente a la fama de la escuela de Cambridge de física matemática a mediados del siglo XIX. El trabajo original de Stokes empezó sobre 1840, y desde esa fecha en adelante la gran cantidad de trabajo que produjo fue solamente superada por la brillantez y enorme calidad del mismo. El catálogo de artículos científicos de la Royal Society muestra los títulos de sus más de cien contribuciones hasta 1883. Algunas de estas son solo notas breves, pero la mayoría son tratados largos y elaborados.

## Contribuciones a la ciencia

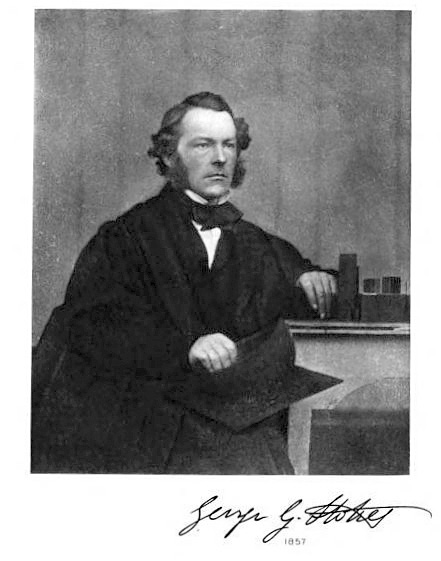
Retrato de Stokes (1857)

El trabajo de Stokes se distingue por su precisión y su sentido de la finalidad. Incluso en problemas que en su tiempo no se consideraban susceptibles de análisis matemático, Stokes fue capaz en muchos casos de aportar soluciones que dejaron sentadas las bases para el progreso posterior. Este hecho se explica por su extraordinaria combinación de capacidad matemática y habilidad experimental. Desde el momento en que, sobre 1840, puso a punto sus primeros aparatos físicos simples en Pembroke College, matemáticas y experimento siempre fueron de la mano, ayudándose y controlándose mutuamente. Su trabajo abarcó un amplio abanico de cuestiones físicas, pero, como Marie Alfred Cornu remarcó en su conferencia [Rede]] de 1899, la mayor parte del mismo versó sobre ondas y las transformaciones sufridas por estas al pasar a través de varios medios.
Sus primeros artículos publicados, que aparecieron en 1842 y 1843, trataban del movimiento uniforme de fluidos incompresibles y algunos casos de movimiento fluido. A éstos les siguió uno en 1845 sobre la fricción de fluidos en movimiento y el equilibrio y movimiento de sólidos elásticos y en 1850 otro sobre los efectos de la fricción interna de los fluidos sobre el movimiento de los péndulos. También realizó varias contribuciones a la teoría del sonido, incluyendo una discusión del efecto del viento sobre la intensidad del sonido y una explicación de como la intensidad es influenciada por la naturaleza del gas en cuyo seno se produce el sonido. Estas investigaciones sentaron las bases de la ciencia de la hidrodinámica y proporcionaron claves no solo para la explicación de muchos fenómenos naturales, tales como la suspensión de las nubes en el aire o el hundimiento de las olas en el agua, sino también para la solución de problemas prácticos, como el flujo de agua en ríos y canales o la resistencia al movimiento de los barcos.
Su labor en relación con el movimiento de los fluidos y la viscosidad le llevó a calcular la velocidad terminal de una esfera que cae en un medio viscoso, lo cual pasó a conocerse como la ley de Stokes. Más adelante la unidad CGS de viscosidad pasaría a llamarse el Stokes, en honor a su trabajo.
Quizá sus investigaciones mejor conocidas son las referentes a la teoría ondulatoria de la luz. Sus trabajos sobre óptica empezaron pronto en su carrera científica. Los primeros artículos sobre aberración de la luz aparecieron en 1845 y 1846 fueron continuados en 1848 por uno sobre la teoría de ciertas bandas del espectro electromagnético. En 1849 publicó un largo trabajo sobre la teoría dinámica de la difracción, en el cual mostraba que el plano de polarización debe ser perpendicular a la dirección de propagación. Dos años después trató de los colores de placas gruesas.
En 1852, en su famoso trabajo sobre el cambio en la longitud de onda de la luz, describió el fenómeno de la fluorescencia, tal y como lo mostraban la fluorita y el cristal de uranio, materiales que comprobó que eran capaces de convertir lo invisible (la radiación ultravioleta) en radiaciones de mayor longitud de onda, visibles. El desplazamiento de Stokes, que describe dicha conversión, es llamado así en su honor. A continuación, un modelo mecánico que ilustraba el principio dinámico de la explicación de Stokes fue propuesto y de este surgió el concepto de línea de Stokes, que a su vez es la base de la dispersión Raman. En 1883, durante una conferencia en la Royal Institution, Lord Kelvin dijo que Stokes le había contado este fenómeno muchos años atrás y que él le había insistido, en vano, para que lo publicara.
Ese mismo año, 1852, apareció el artículo sobre la composición y resolución de corrientes de luz polarizada de distintas fuentes, y en 1853 una investigación de la reflexión metálica exhibida por ciertas sustancias no-metálicas. Hacia 1860 inició un estudio sobre la intensidad de la luz reflejada o transmitida a través de una pila de placas; y en 1862 preparó un valioso informe para la Asociación Británica para el Avance de la Ciencia (BAAS) sobre la doble refracción. De la misma fecha es un artículo sobre el largo espectro de la luz eléctrica, que a su vez fue seguido por un análisis del espectro de absorción de la sangre.
La identificación de compuestos orgánicos mediante sus propiedades ópticas fue tratada en 1864; y más tarde, junto con el Reverendo William Vernon Harcourt, investigó la relación entre la composición química y las propiedades ópticas de varios cristales, con referencia a las condiciones de transparencia y la mejora de los telescopios acromáticos. Otro trabajo posterior también conectado con la construcción de instrumentos ópticos discutía los límites teóricos de la apertura de los objetivos de los microscopios.
En otros campos de la física cabe mencionar sus trabajos sobre la conductividad térmica en cristales (1851) y sobre el radiómetro de Crookes; su explicación del borde claro a menudo observado en las fotografías justo por fuera del perfil de un cuerpo oscuro visto con el cielo de fondo (1883); y, más tarde aún, su teoría sobre los rayos X, de los que sugirió que podían ser ondas transversales viajando como incontables ondas solitarias, en lugar de como trenes de ondas regulares. Dos largos artículos publicados en 1840, uno sobre atracciones y el teorema de Clairaut, y el otro sobre variaciones en la gravedad de la superficie terrestre, también merecen ser mencionados, así como sus trabajos matemáticos sobre valores críticos de sumas de series periódicas (1847), cálculos numéricos de una clase de integrales definidas y series infinitas (1850) y su discusión de una ecuación diferencial relativa a la ruptura de puentes de ferrocarril (1849).
Además de sus abundantes trabajos publicados, Stokes realizó múltiples descubrimientos que jamás llegaron a publicarse, o como mucho fueron comentados brevemente en alguna de sus conferencias orales. Un ejemplo excelente lo constituye su trabajo sobre la teoría de la espectroscopia. En su conferencia presidencial a la BAAS en 1871, Lord Kelvin afirmó su creencia de que la aplicación del análisis prismático de la luz a la química solar y estelar no había sido planteada directa o indirectamente por nadie cuando Stokes se la enseñó a él en Cambridge antes del verano de 1852. Estas afirmaciones hacen suponer que Stokes se anticipó a Gustav Robert Kirchhoff como mínimo siete años en la enunciación de las bases físicas sobre las que descansa la espectroscopia y la identificación de sustancias en el sol y las estrellas. Stokes, sin embargo, en una carta publicada unos años después de la conferencia de Lord Kelvin, dijo que él no había sido capaz de efectuar un paso esencial en su razonamiento (no se había percatado de que la emisión de luz de longitud de onda definida no solo permitía, sino que requería, absorción de luz de la misma longitud de onda). Modestamente, Stokes negó haber tomado «parte alguna en el admirable descubrimiento de Kirchhoff», añadiendo que algunos de sus amigos lo habían defendido excesivamente. No obstante, debe decirse que los científicos británicos no están del todo convencidos de esta negación y todavía atribuyen a Stokes el mérito de haber sido el primero en formular las los principios fundamentales de la espectroscopia.
Todavía en otro sentido Stokes contribuyó grandemente al progreso de la física matemática. Poco después de ser elegido para la cátedra Lucasiana anunció que consideraba su deber profesional ayudar a cualquier miembro de la universidad en problemas matemáticos con que se pudiesen encontrar. La ayuda prestada fue tan real que los alumnos, incluso después de haberse convertido en sus colegas, no tenían ningún inconveniente en consultarle sobre los problemas matemáticos y físicos que les causaban dificultades. Más adelante, durante los treinta años en los que actuó como secretario de la Royal Society también ejerció una enorme, aunque no reconocida, influencia sobre el avance de las ciencias matemáticas y físicas, no solo directamente por sus propias investigaciones, sino también indirectamente sugiriendo problemas para investigar y animando a gente para enfrentarse a ellos.

## Lista de epónimos de Stokes
Física
- Stokes, unidad de viscosidad cinemática en el Sistema Cegesimal de Unidades.
- Ley de Stokes, en dinámica de fluidos.
- Teorema de Stokes, en geometría diferencial.
- Ecuaciones de Navier-Stokes, en dinámica de fluidos.
- Parámetros de Stokes, usados para cuantificar la polarización de las ondas electromagnéticas.

Astronomía
- El cráter lunar Stokes[2]
- El cráter marciano Stokes[3]
- El asteroide (30566) Stokes[4]

## Honores
Además de los ya mencionados:
- De la Royal Society, de la que pasó a ser miembro en 1851, recibió la Medalla Rumford en 1852 en reconocimiento a sus estudios sobre la longitud de onda de la luz y, más adelante, en 1893, la Medalla Copley.
- En 1869 presidió la reunión de la BAAS en Exeter.
- De 1883 a 1885 fue el conferenciante Burnett en la Universidad de Aberdeen,
- En 1889 fue nombrado baronet.
- En 1891 publicó sus conferencias Gifford en un volumen titulado Teología Natural.
- Sus distinciones académicas incluyeron doctorados honoríficos por muchas universidades, así como ser miembro de la Orden Pour le Mérite de Prusia.

## Trabajos publicados
Los artículos físicos y matemáticos de Sir George Stokes han sido publicados conjuntamente en cinco volúmenes; los tres primeros (Cambridge, 1880, 1883 y 1901) editados por él mismo, y los dos últimos (Cambridge, 1904 y 1905) por Sir Joseph Larmor, quien también editó Memoir and Scientific Correspondence of Stokes publicado en Cambridge en 1907.